# Đội tuyển bóng chuyền nam quốc gia Ecuador
Đội tuyển bóng chuyền nam quốc gia Ecuador đại diện cho Ecuador thi đấu các giải bóng chuyền quốc tế và các trận giao hữu.

## Đội hình
Đội hình tham dự Đại hội Thể thao Bolivar 2005.
- Huấn luyện viên trưởng:

| #  | Tên                | Ngày sinh  | Cân nặng | Chiều cao | Đập bóng | Chắn bóng |  |
| -- | ------------------ | ---------- | -------- | --------- | -------- | --------- |  |
| 3  | Mario Yáñez        | 06.06.1982 | 82       | 191       |          |           |  |
| 4  | Roberto Vilela     | 21.02.1985 | 68       | 182       |          |           |  |
| 5  | Luis Sánchez       | 21.04.1985 | 82       | 175       |          |           |  |
| 6  | Israel Vera        | 16.06.1979 | 80       | 185       |          |           |  |
| 7  | Juan Carlos Pinzón | 04.03.1981 | 78       | 183       |          |           |  |
| 8  | Víctor Weir        | 19.02.1975 | 87       | 186       |          |           |  |
| 9  | Manuel Macías      | 09.10.1985 | 75       | 174       |          |           |  |
| 10 | Miguel Valencia    | 23.10.1985 | 76       | 184       |          |           |  |
| 11 | Richard Santos     | 21.02.1986 | 67       | 196       |          |           |  |
| 12 | Daniel Maldonado   | 10.07.1987 | 78       | 183       |          |           |  |